# Десяткові градуси
Десяткові градуси — це вираження географічних координат широти та довготи у вигляді десяткових часток градуса. DD використовуються в багатьох географічних інформаційних системах (ГІС), веб-картографічних додатках, таких як OpenStreetMap, і пристроях GPS.

## Основні відомості
Десяткові градуси (DD) виражають географічні координати широти та довготи у вигляді десяткових частин градуса. У традиційній системі вимірювання кутів, градуси розбиваються на хвилини та секунди. Однак, у системі десяткових градусів, градуси виражаються у десятковій формі, що дозволяє простіше та однозначне представлення координат.
Широта в десяткових градусах вимірюється від -90 до +90 градусів. Позитивні значення вказують на північну широту, а від'ємні — на південну. Наприклад, 40,7128° виражає широту міста Нью-Йорк (північна широта).
Довгота також виражається у десяткових градусах від -180 до +180 градусів. Позитивні значення вказують на східну довготу, а від'ємні — на західну. Наприклад, -74,0060° відповідає довготі міста Нью-Йорк (західна довгота).
Однією з переваг системи десяткових градусів є її простота та зручність. Вона забезпечує однозначне вираження географічних координат без необхідності використання спеціальних символів таких як «N», «S», «E» та «W», що зустрічаються в інших системах вимірювання.
Система десяткових градусів має широке застосування в географічних інформаційних системах (ГІС), веб-картографічних додатках та пристроях GPS. Вона дозволяє легко виконувати операції з географічними координатами, такі як розрахунок відстаней між точками, пошук місцезнаходження або створення картографічних візуалізацій.
Десяткові градуси також популярні серед веб-розробників, що працюють з веб-картографічними додатками. Вони надають простий та зрозумілий спосіб передачі географічних координат між різними системами.

## Переведення координат у десяткову систему
Для того, щоб перетворити хвилини та секунди у десяткову форму необхідно:
```
Десяткові градуси = градуси + (хвилини/60) + (секунди/3600)
```

І навпаки, формула для перетворення десяткових градусів у градуси-хвилини-секунди:
```
Градуси = десяткові градуси
Хвилини = (десяткові градуси - градуси) * 60
Секунди = (десяткові градуси - градуси - хвилини/60) * 3600
```

Також важливо пам'ятати про правильний знак для градусів, оскільки знак вказує, чи розташовані координати в північній, чи південній півкулі, чи в східній, чи західній півкулі.

## Формат запису
Стандартний формат для вираження координат у градусах-хвилинах-секундах полягає в тому, щоб виражати градуси як ціле число, хвилини як частку 60, а секунди як частку 3600:
Наприклад, координата 40° 25' 15" в десяткових градусах буде виражена як 40,420833°.